# Dorotea Čuljković
Dorotea Čuljković (Beč, 1991) je srpsko-francuska galeristkinja, kolekcionar, osnivač i direktor W Capital fonda koji investira u Web3.

## Biografija
Rođena je 12. juna 1991. godine u Beču, osnovno i srednje obrazovanje je pohadjala u Beogradu u Internacionalnoj školi, a osnovne i master studije finansija i medžamenta završila je u Parizu, gde je i započela karijeru trgovca umetninama.
Ćerka je Natalije Vlahović Čuljković, dramske umetnice i Miloša Čuljkoviča, jugoslovenskog kolekcionara i dobrotvora.
Govori tri jezika i živi na relaciji Pariz, Manama, Cirih.

### Profesionalna karijera
Njen prvi mentor i šef je Sam Pitroda, čiju je umetničku kolekciju staru 50 godina vodila četiri godine kao umetnički direktor od 2013. godine. Kao trgovac umetninama sarađivala je sa najuticajnijim galerijama na svetu i vodećim kolekcionarskim porodicama. Uža specijalnost za trgovinu su joj bile posleratne godine i među njima dela Pikasa, Marka Rotka, Lucia Fontane i drugih umetnika.
Kao ćerka Miloša Čuljkovića družila se, kupovala i saradjivala sa istaknutim srpskim slikarima poput Šobajića, Vladimira, Maneta Šakića, Marka i Vuka Veličkovića, Matea Đorđevića, Uroša Đurića i mnogima drugima.
Režirala je i producirala dokumentarni film „Volim kad se rodi lepota” koji je uspomena na pokojnog dobrotvora Miloša Čuljkovića u kome se pojavljuju velikani poput Matije Bećkovića, Laleta Pavlovića, Zdravka Šotre, Lokice Stefanović, Branke Petrić, Ilije Marinkovića, Maneta Šakića i mnogih drugi.
Od 2019. godine bavi se kriptovalutama. Podučava u podkastima slušaoce kako da fundamentalno investiraju u blockchain.
Od 2021. godine otvoren je privatni fond W Capital u kome su investitori njeni bivši šefovi i kolekcionari. W Capital investira u razvoj aplikacija u domenu Web3 i vodi velike portfolije privatnih klijenata na kripto berzi.